# Градишче (Ајдовшчина)
Градишче (словен. Gradišče) је некадашње насеље у општини Ајдовшчина, Горишка регија, Словенија.

## Историја
До територијалне реорганизације у Словенији била је у саставу старе општине Ајдовшчина. Године 1953. насеље је укинуто и припојено насељу Ајдовшчина.

## Становништво
| Број становника према пописима |
| ------------------------------ |
| 1948                           |
| 32                             |

Напомена: Године 1953. припојен насељу Ајдовшчина, који је садржао податке 1948. године.

#### Територијална организација и припадност насеља
| Градишче       | Градишче            | Градишче                | Градишче                                 |
| Пописна година | Држава / Република  | Окрај (срез) / Општина  | Насеља и делови насеља (број становника) |
| -------------- | ------------------- | ----------------------- | ---------------------------------------- |
| 1948           | ФНРЈ / НР Словенија | Горица / МНО Ајдовшчина | Градишче (32)                            |

Напомена: МНО је скраћено за Месни народни одбор.